# Джованні Баттіста Пастене
Джованні Баттіста Пастене (італ. Giovanni Battista Pastene, ісп. Juan Bautista Pastene; 1507, Генуя, Генуезька республіка — 1580, Сантьяго, віцекоролівство Перу) — генуезький мореплавець.

## Життєпис
Джованні Баттіста Пастене народився 1507 року в Генуї, його батьками були Томас Пастене та Есмеральда Солімана. 1526 року він на власному судні прибув до Гондурасу, а 1536 року вступив у Перу на службу до Франсіско Пісарро.
1543 року король Карлос I доручив віцекоролю Перу організувати дослідження Південного Чилі; віцекороль доручив це завдання Пастене, надавши йому титул «general de la Mar del Sur». 1544 року губернатор Чилі Педро де Вальдивія довірив Пастене дослідження південних берегів, доручивши йому досягти Магелланової протоки. Хоча виконати цього завдання не вдалося, Пастене на судні «Сан-Педро» дослідив більшу частину узбережжя до затоки Консепсьйон.
1545 року Пастене вирушив до Перу по допомогу для нових поселень у Чилі, і повернувся 1547 року. Згодом він і далі здійснював вояжі для підтримки нової колонії. 1550 року Пастене своїми двома суднами підтримав наземну експедицію Педро де Вальдивії в район річки Біобіо, підвозячи провізію.
Під час губернаторства Гарсії Уртадо де Мендоси Пастене здійснював морські дослідження південного узбережжя Чилі, входив до складу уряду Сантьяго, а 1564 року був мером Сантьяго.

## Пам'ять
1900 року італійські іммігранти заснували в Чилі, в комуні Лумако, місто Капітан-Пастене.